# Заштићено станиште Бела Река—Рипањ
Заштићено станиште Бела Река—Рипањ је природно добро које се налази у подножју планине Авала, у насељу Рипањ, на територији Градске општине Вождовац. 

## Историјат
Завод за заштиту природе Србије је 3. фебруара 2023. доставио Студију заштите Заштићеног станишта „Бела река – Рипањ” Секретаријату за заштиту животне средине Града Београда, као надлежном органу.

## Простор
Заштићено станиште Бела Река—Рипањ обухвата вештачко језеро Бела река формирано на истоименој реци и околни шумски комплекс. Представља зелену оазу унутар градског екосистема и пример ботаничке баште и арборетума у природи. Са становишта биолошке разноврсности одликује га богата флора и фауна са строго заштићеним врстама инсеката од националног и међународног значаја.

## Категорија заштићеног подручја
Заштићено станиште Бела Река—Рипањ обухвата површину од 44,14 хектара, на којој је утврђен режим заштите трећег степена, од тога је 78% у државном власништву и 22% у приватном.
Према Правилнику о критеријумима вредновања и поступку категоризације заштићених подручја Заштићено станиште Бела Река—Рипањ се сврстава у трећу категорију – заштићено подручје локалног значаја.

## Животињски свет
Бела Река садржи тринаест дивљих врста риба међу којима су шаран, штука, кркуша, деверика, клен, гргеч, смуђ, сом, уклија и бодорка, скоро све врсте водоземаца и гмизавце међу којима су степски смук, рибарица и зидни гуштер. У широј зони Беле реке је забележено четрдесет и шест врста птица, а у подручју граница заштићеног подручја тридесет и осам. У шуми око акумулације обитава двадесет и седам врста сисара међу којима су пух лешникар, шумски пух, видра и слепи мишеви, а посебан ресурс представљају срна, дивља свиња и зец.